# Кинич-Яш-Кук-Мо
Кинич-Яш-Кук-Мо (майя: K’INICH YAX-K’UK’[MO’], дословно: «Сияющий первый кетцаль ара») — первый правитель и основатель правящей династии Шукуупского царства со столицей в Копане, находящегося на территории современного Гондураса. Точное происхождение Кинич-Яш-Кук-Мо неизвестно. Он был связан с древним городом Теотиуаканом, однако Дэвид Стюарт, основываясь на титуле правителя, предположил, что он происходил родом из Караколя. Портрет Кинич-Яш-Кук-Мо появляется на Алтаре Q. 

## Биография

### Происхождение
Позднеклассические портреты Кинич-Яш-Кук-Мо изображают его в украшениях Теотиуакана в форме «выпученных глаз», однако одно из его изображений показывает его в ортодоксальном одеянии майя. На некоторых местах его первых построек в настоящее время расположены Храм 16 и Храм 26. На месте Храма 16 располагалась постройка «Хуналь» в стиле талуд-таблеро, связанный с культурой Теотиуакана. На месте Храма 26 располагалась постройка «Яш», стиль которой демонстрирует сильное сходство с Тикалем. Дэвид Стюарт, основываясь на титуле Кинич-Яш-Кук-Мо uxwitza’ ajaw, предположил, что правитель родом из Караколя. Также происхождение Кинич-Яш-Кук-Мо может быть связано с культурным влиянием Теотиуакана на государства майя, расположенные в современном департаменте Эль-Петен.

### Правление

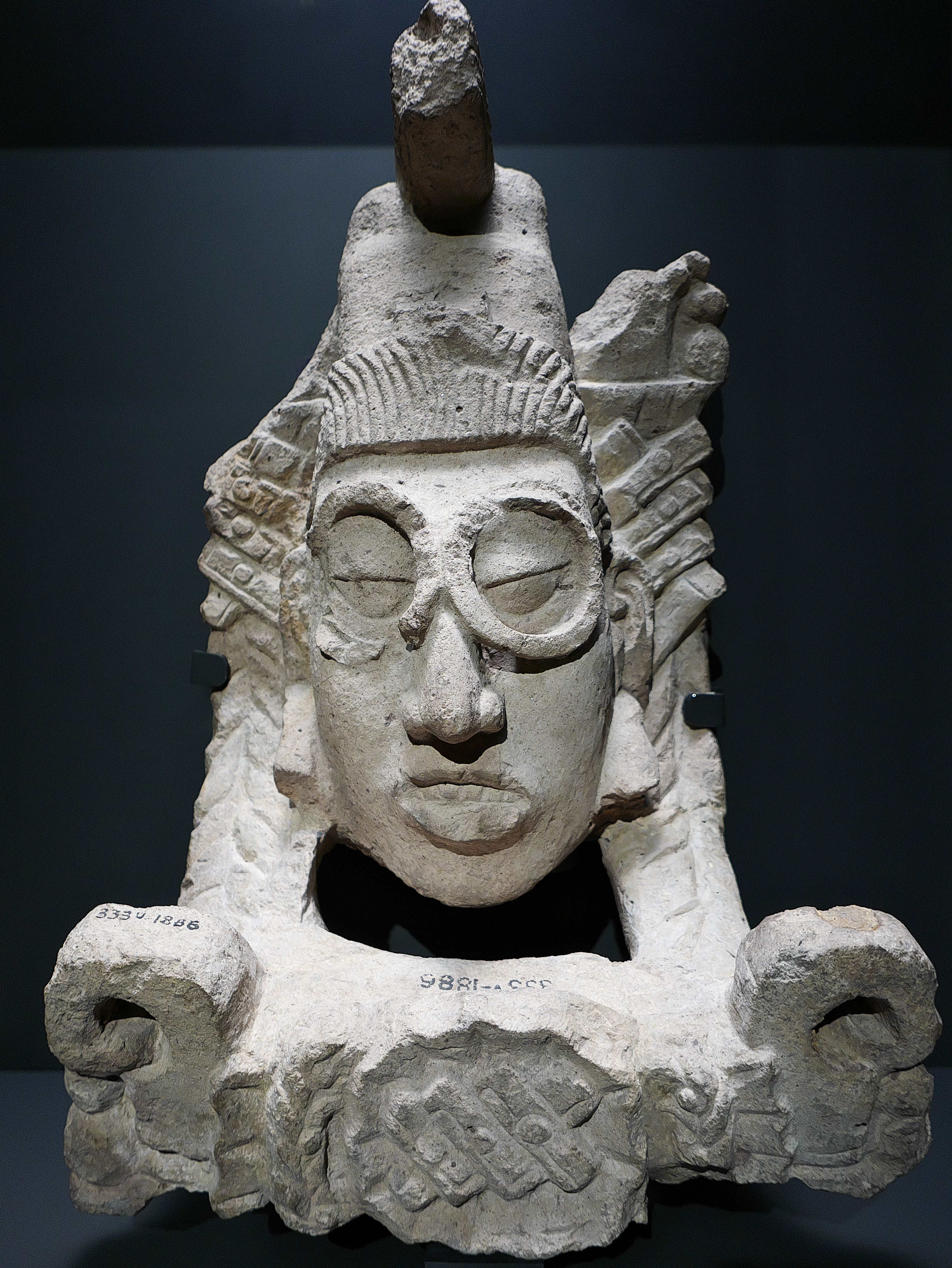
Голова Кинич-Яш-Кук-Мо из вулканической породы

Алтарь Q был создан в 775 или 776 году при правлении шестнадцатого правителя Шукуупа Яш-Пасах-Чан-Йопата, примерно через 350 лет после правления Кинич-Яш-Кук-Мо. На всех четырёх сторонах алтаря изображены портреты 16 правителей Шукуупа, сидящих на глифах своих имён. Последовательность начинается с Кинич-Яш-Кук-Мо. Его глиф написан на его головном уборе, а сидит он на глифе ахав (майя: ajaw, «Правитель»). В правой руке он держит небольшой квадратный щит, а левой передаёт королевский скипетр Яш-Пасах-Чан-Йопату. На верхней части алтаря описывается инаугурация Кинич-Яш-Кук-Мо, произошедшая 5 сентября 426 года, и его прибытие в Копан 8 февраля 427 года, чтобы занять трон.

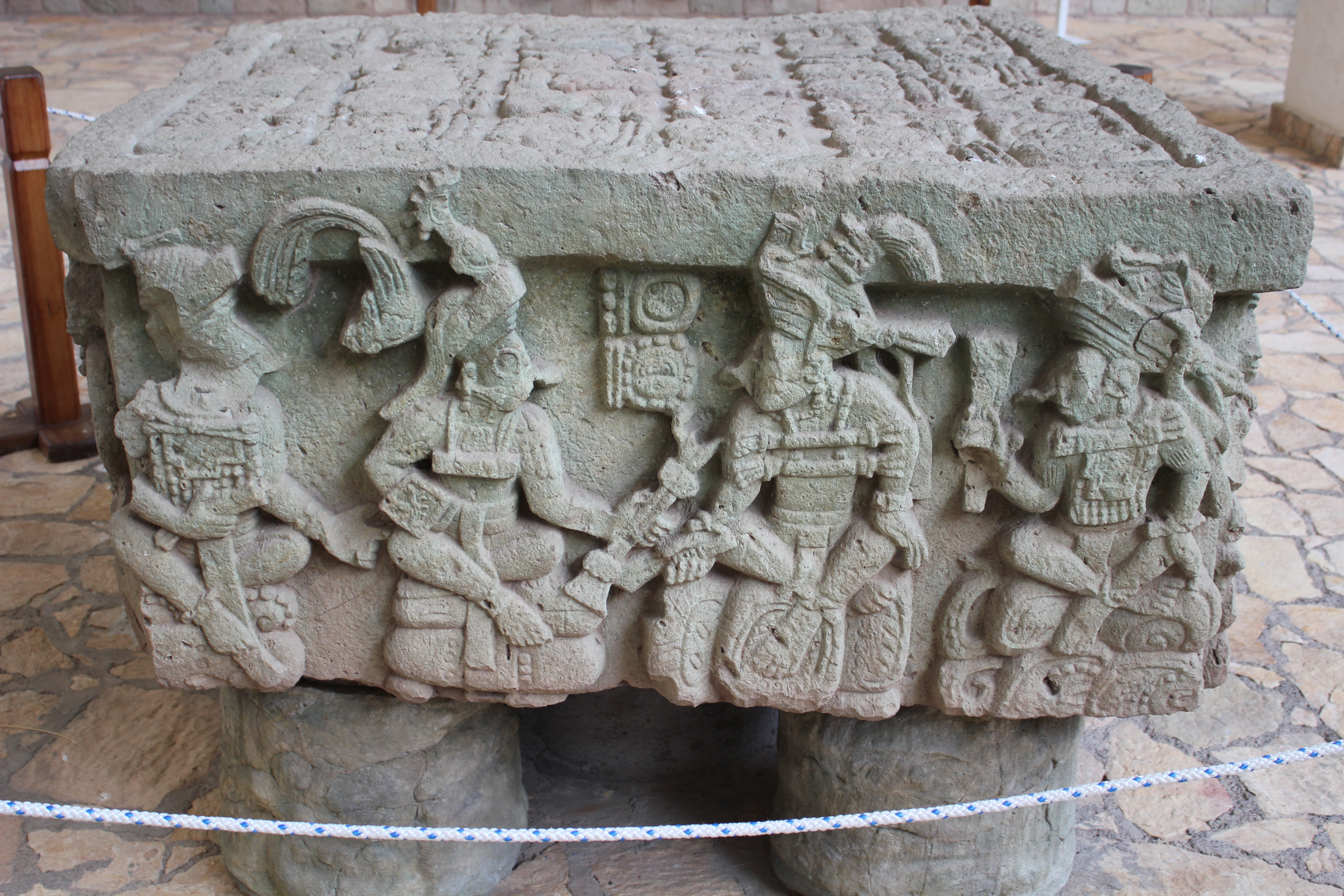
Кинич-Яш-Кук-Мо на Алтаре Q

Первый правитель Киригуа под прозвищем Ток-Каспер был коронован Кинич-Яш-Кук-Мо.
Точная дата смерти Кинич-Яш-Кук-Мо неизвестна, предположительно, он умер около 437 года. В 1995 году группа под руководством Роберта Шерера и Дэвида Седата, изучавшая ранние фазы Храма 16, обнаружила сводчатый склеп, вырубленный в полу Хуналя. В склепе находились останки мужчины ростом 167,64 см и возрастом 55 лет или больше. Они были украшены царской коллекцией нефритов, включая большую нагрудную пластину, украшения для ушей и зубные вкладки. На скелете были обнаружены следы нескольких травм, соответствующих боевым ранениям, в том числе сломанная правая рука. Вероятно, останки принадлежали Кинич-Яш-Кук-Мо. После него престол царя Шукуупа занял его сын Кинич-Пополь-Холь.

## Семья
В гробнице Храма Маргариты были обнаружены останки пожилой женщины. Её останки лежали на каменном столе, плечи были украшены нефритами, на браслетах были тысячи нефритовых бусин, сами останки были покрыты гематитом и киноварью, придав им красный цвет, из-за этого ей дали прозвище «Леди в красном». Химический анализ её костей указывает на то, что она была местной жительницей Копана, что, вероятно, является признаком того, что пришельцы (к которым относился Кинич-Яш-Кук-Мо) для закрепления контроля над новыми землями вступили в брак с местной элитой. Вероятно, она была вдовой Кинич-Яш-Кук-Мо и матерью его сына Кинич-Пополь-Холя.